# Ptilodexia striata
Ptilodexia striata là một loài ruồi trong họ Tachinidae.